# 阿尔贡金射电天文台

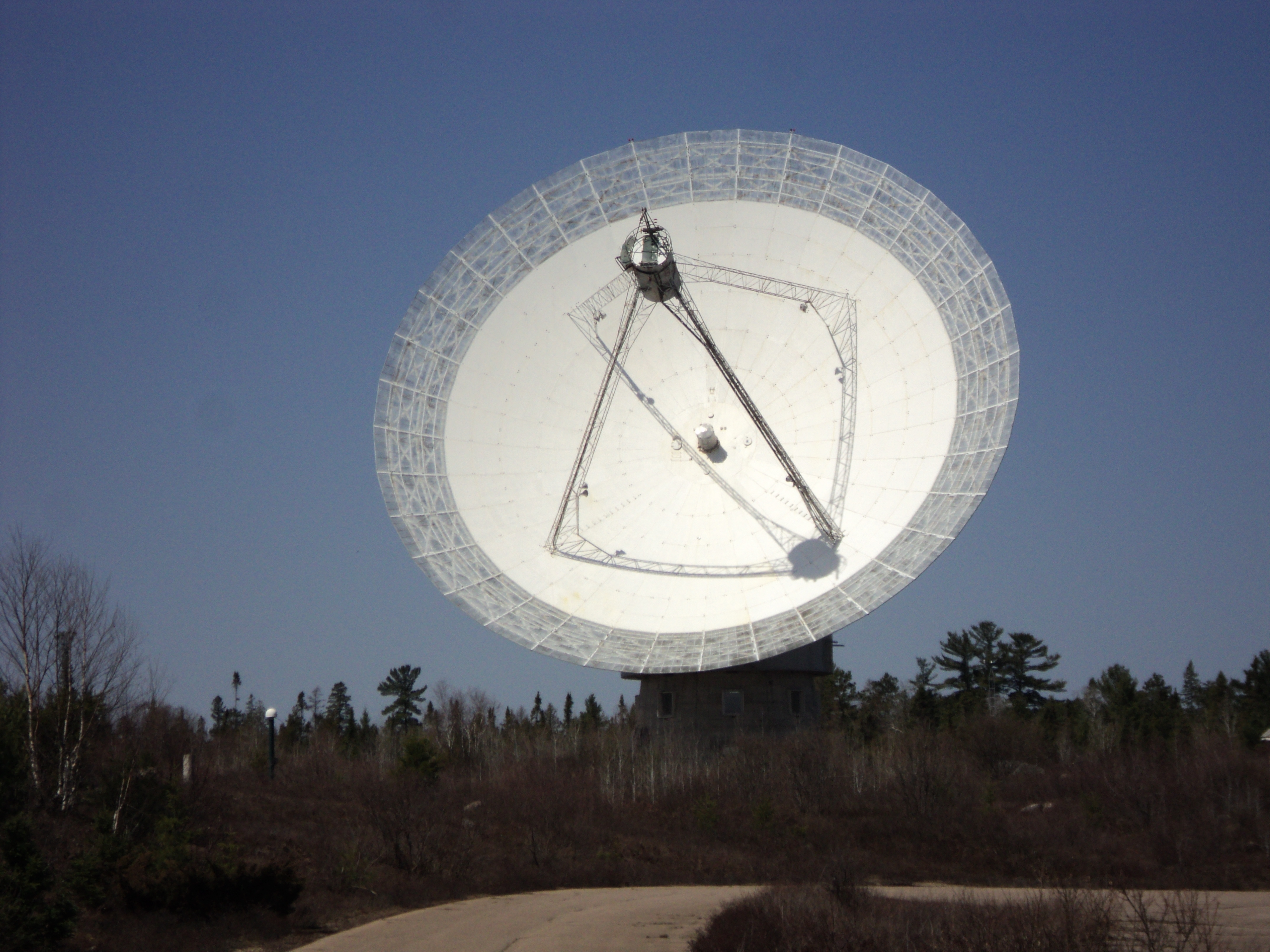
阿尔贡金射电天文台的托特望远镜

阿尔贡金射电天文台（英語：Algonquin Radio Observatory）是一座位于加拿大安大略省阿尔贡金省立公园的射电天文台。